# The Fold
The Fold est un groupe de rock américain, originaire de Chicago, dans l'Illinois.

## Biographie
Aaron Green (guitare), Keith Mochel (basse-chant-guitare), Daniel Castady (chant-guitare) et Jake Kalb (batterie) sont quatre américains de Chicago. Tous acquièrent leur expérience dans différents groupes (Showoff, Warner Brothers, Starstruck, Epsin 12, The Juliana Theory). Ils montent pour la première fois sur scène le 4 aout 2002, dans l'Ohio. Ils finissent par signer un contrat avec le label Tooth & Nail Records en mars 2005, sous le nom de The Fold (le pli), après un parcours compliqué.
En 2005, ils sortent leur premier album, This Too Shall Pass. En mai 2007, ils sortent leur deuxième album, Secrets Keep You Sick. Ils ont réalisé les chansons à thème de la série d'animation Ninjago: Masters of Spinjitzu. En décembre 2009, le groupe auto-réalise un clip de Every Band in the USA une parodie de la chanson Party in the U.S.A. de  Miley Cyrus. Le 29 juin 2010, le groupe publie la vidéo de Neverender extraite de l'albumDear Future, Come Get Me.
En novembre 2010, The Fold publie la chanson This Christmas sur iTunes. En janvier 2011, ils enregistrent une chanson intitulée The Weekend Whip.
En 2012, The Fold écrit et publie Let's Go Cubbies qui sera la chanson thème des Chicago Cubs. Leur quatrième album, Moving Past, est coproduit par le groupe et le producteur Sean O'Keefe  et mixé par J.R. McNeely. L'album est publié le 13 octobre 2013. En 2016, The Fold écrit d'autres chansons pour Chicago Cubs, dont une intitulée Let The Games Begin. The Fold continue d'écrire et d'enregistrer en 2017, en particulier pour Lego Ninjago.

## Membres

### Membres actuels
- Daniel Castady – chant, guitare
- George Castady – guitare
- Matt Pittman – basse (ex. Starstruck/Morenorth)
- Mark Rhoades – batterie (ex. Starstruck/Morenorth)

### Anciens membres
- Mike Stanzione – batterie
- Aaron Green — guitare
- Keith Mochel — basse